# Fabas (Ariège)
Fabas é uma comuna francesa na região administrativa de Occitânia, no departamento de Ariège.